# Tosio Kato
Tosio Kato (japonès: 加藤敏夫)  (Kanuma, 25 d'agost de 1917 - Oakland, 2 d'octubre de 1999) va ser un físic i matemàtic japonès que va treballar als Estats Units.

## Vida i Obra
Kato va néixer el 25 d'agost de 1917 a Kanuma, Prefectura de Tochigi, Japó. Va estudiar física a la universitat de Tòquio en la qual es va graduar el 1941 i, després dels retards provocats per la Segona Guerra Mundial, es va doctorar el 1951. El professor Kato va ser nomenat professor adjunt de Física a la Universitat de Tòquio el 1951, i va esdevenir professor titular el 1958. Durant aquesta època va ser professor visitant a diverses universitats nord-americanes i, el 1962, va acceptar una plaça de professor titular a la universitat de Berkeley en la qual va romandre fins a la seva jubilació el 1989. Va continuar fent recerca a Berkeley i, el 1996, quan va emmalaltir la seva dona, es va retirar a una residència a Oakland on va continuar la seva tasca, i on va morir sobtadament tres anys més tard.
El 1966 va publicar el seu llibre més influent: Perturbation Theory for Linear Operators. Abans, ja havia publicat més de seixanta articles, seguint les recerques que havia iniciat Franz Rellich (mort el 1955), de qui es pot considerar el seu continuador més notable.